# Kleinfalke
Der Ortsteil Kleinfalke bildet zusammen mit Wüstfalke, Großfalka, Niebra und Otticha die Geraer Ortschaft Falka mit 416 Einwohnern (Stand 31. Dezember 2011).

## Geographie
Kleinfalke ist auf einer Anhöhe im südöstlichsten Zipfel der Stadt Gera an der Grenze zum Landkreis Greiz gelegen.

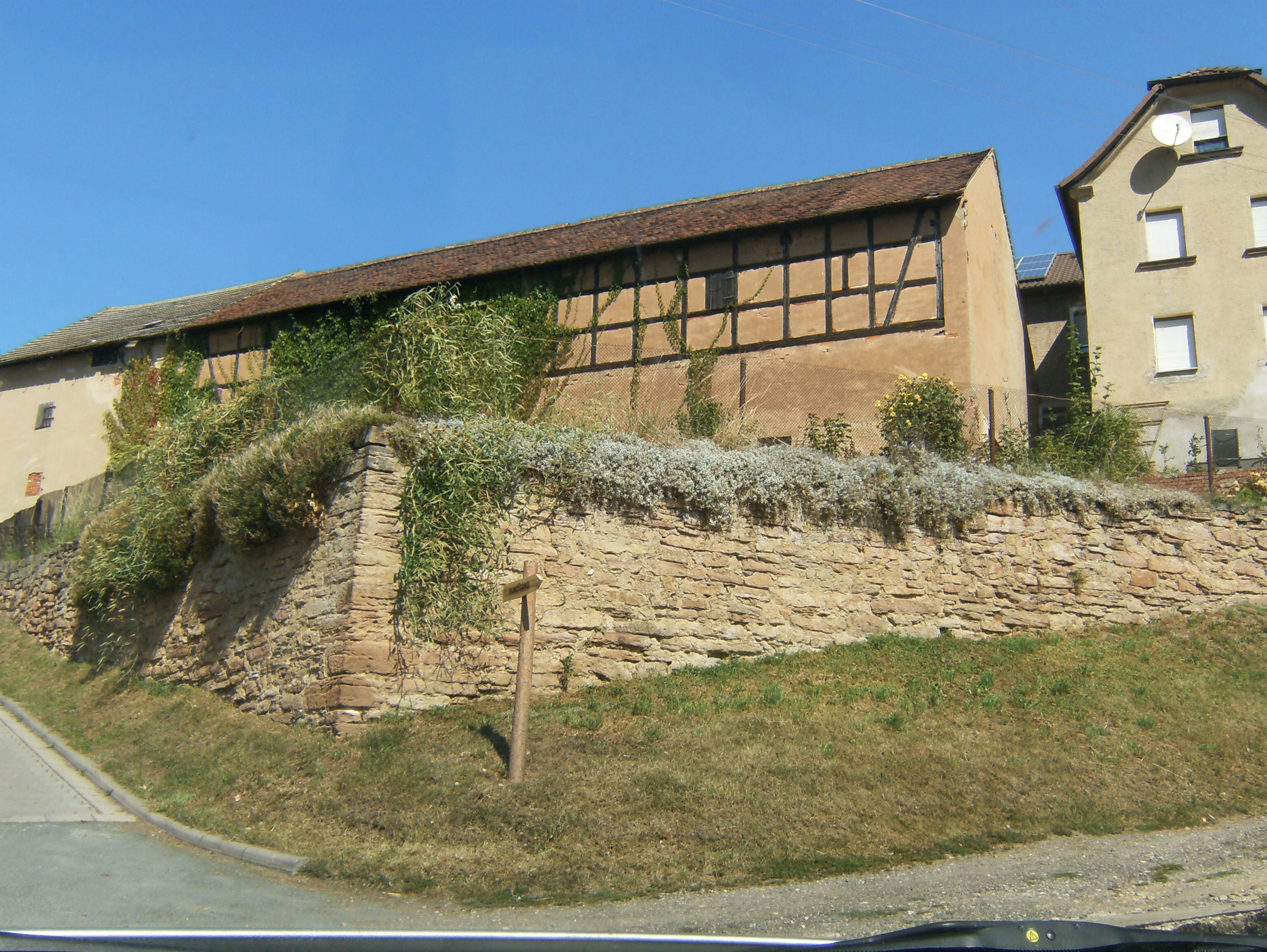
Ehemaliges Rittergut Kleinfalke

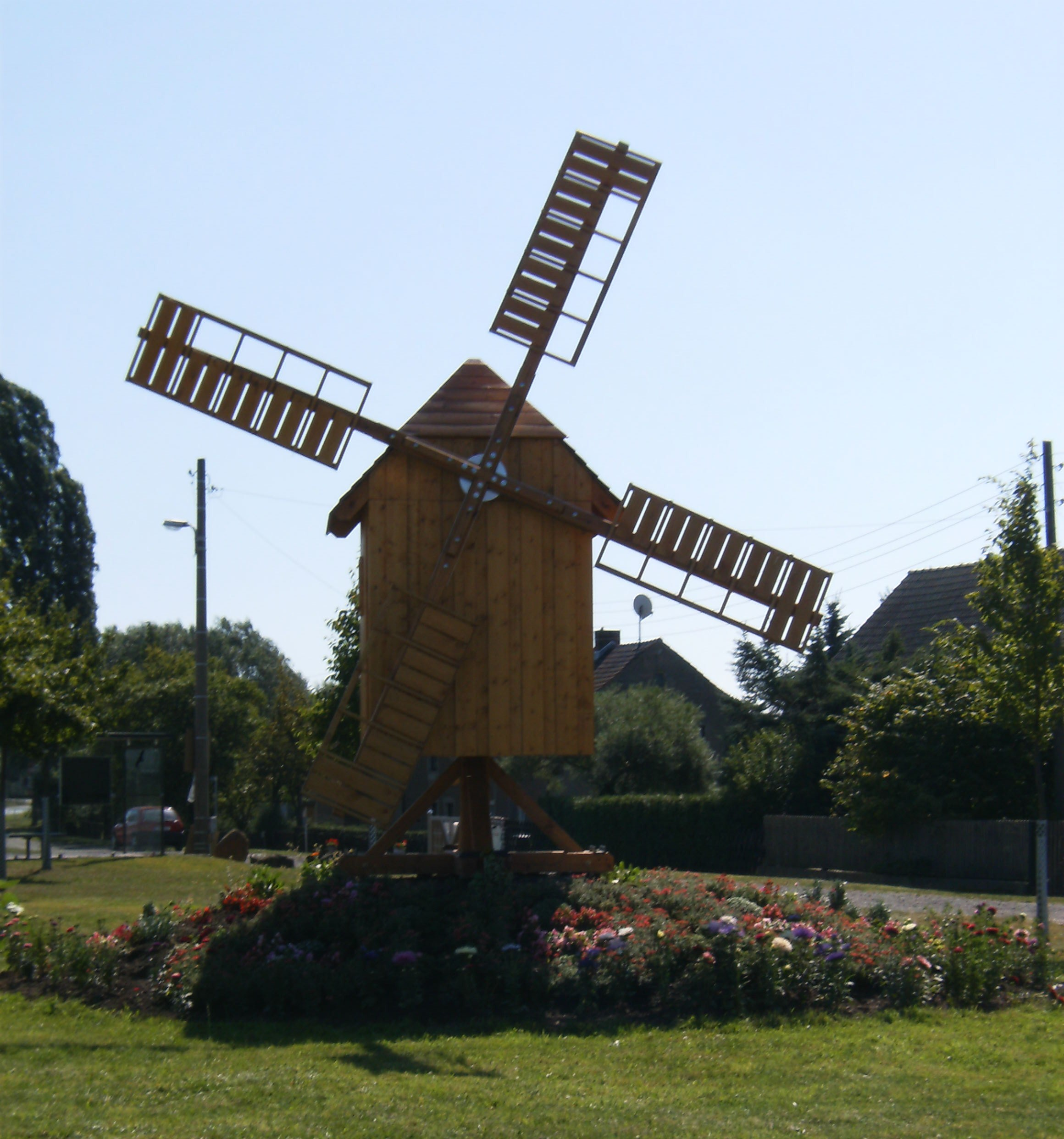
Anlässlich der 800-Jahr-Feier 2009 errichteter verkleinerter Nachbau der Bockwindmühle (nicht am historischen Standort)

## Geschichte
Der Rittersitz Kleinfalke wurde 1209 erstmals als Valgkawe erwähnt, 1308 als Valke in einer Schenkungsurkunde des Reichsvoigts Heinrich von Gera. Historisch zur Herrschaft Reuß gehörend war der Ort eine Exklave zwischen Sachsen-Altenburgischem und Sachsen-Weimarischem Gebiet. 1827 zählte der Ort ein Rittergut, 23 Häuser und 118 Einwohner. Kirchort für Kleinfalke und Wüstfalke waren Cronschwitz bzw. Veitsberg. Im Dreißigjährigen Krieg verlor der Ort sämtliche Einwohner.
Zum 1. April 1919 wurden Kleinfalke und Wüstfalke zusammengeschlossen. Großfalka, Kleinfalke, Niebra und Otticha bilden ab dem 1. Juli 1950 die neue Gemeinde Falka.
Die seit 1795 in Richtung Hilbersdorf gelegene Bockwindmühle wurde in den 1970er Jahren abgerissen, sie lebt im Siegel des Ortes mit der Darstellung eines Falken und der Windmühle weiter. Ein zu DDR-Zeiten errichtetes Kulturhaus beherbergt heute den Kindergarten und das Ortsteilbüro. 1993 wurde ein neues Sport- und Vereinsheim erbaut.

### Rittergut Kleinfalke
Mit dem Rittergut Kleinfalke war die Ober- und Erbgerichtsbarkeit über Kleinfalke, Wüstfalke und Pohlen verbunden; Die Obergerichtsbarkeit fiel 1836 an den Staat, die niedere Gerichtsbarkeit wurde am 1. Januar 1855 aufgehoben. 1614 befand sich Kleinfalke im Besitz der Familie von Woldersdorf, ab 1672 in dem der Familie von Raab, ab 1804 Familie Leo, Eduard Leo verkaufte 1864 an den Kaufmann Feodor Brum. 1863 wurde das Rittergut abgerissen, die Verwaltung der Ländereien erfolgte nun vom ebenfalls der Familie Bruhm gehörenden Gut Wüstfalke.

## Politik
Die Gemeinde Falka (Großfalka, Kleinfalke mit dem dazugehörenden Wüstfalke, Niebra und Otticha) wurde am 1. April 1994 in die Stadt Gera eingemeindet. Seitdem bilden die Orte den Ortsteil Falka der Stadt Gera mit eigener Ortschaftsverfassung und Ortsteilrat (bis II/2009 Ortschaftsrat). Ortsteilbürgermeister ist Herbert Dietrich (parteilos).

## Entwicklung der Einwohnerzahl
| Jahr      | 1827 | 1864 | 1910 | 1921 | 1939 |
| Einwohner | 118  | 176  | 166  | 347  | 300  |

## Verkehr
Eine direkte ÖPNV-Verbindung besteht mit der GVB-Linie 18. Die nächstgelegenen Bahnhöfe befinden sich in Gera-Zwötzen an der Bahnstrecke Leipzig–Gera–Saalfeld bzw. in Wünschendorf/Elster an der Elstertalbahn.

## Kultur
In Kleinfalke sind ein Jagdverein, ein Sportverein sowie ein Kleingartenverein ansässig. Außerdem gibt es einen Heimatverein, der 2008 anlässlich der Achthundertjahrfeier gegründet wurde.

## Bildung
Zuständige Grundschulen sind seit dem Schuljahr 2009/10 in Schulgebäudeunion in Zwötzen die
- Grundschule 9 Zwötzener Schule und
- Montessori-Grundschule Waldschule Liebschwitz.

Die nächstgelegene Regelschule ist die
- Staatliche Regelschule 4 in Lusan.